# Kabinett Friedrich Julius Heinrich Ruhstrat
Das Kabinett Friedrich Julius Heinrich Ruhstrat bildete vom 17. August 1908 bis 3. Januar 1916 die von Großherzog Friedrich August II. berufene Landesregierung des Großherzogtums Oldenburg.
Das Kabinett musste neu gebildet werden, da der bisherige Staatsminister Friedrich Willich im Zuge eines politischen Skandals entlassen werden musste. Willich hatte sich geweigert den Katholiken Franz Driver wegen dessen Konfessionszugehörigkeit zum Regierungspräsidenten des Fürstentums Lübeck, einer oldenburgischen Exklave, zu ernennen. Nach scharfen Angriffen wurde er am 17. August 1908 zur Disposition gestellt und am 1. Mai 1909 als Regierungspräsident in das Fürstentum Birkenfeld versetzt. Der bisherige langjährige Finanzminister Friedrich Julius Heinrich Ruhstrat wurde zu seinem Nachfolger als Staatsminister berufen.
| Amt                                                      | Name                               |
| -------------------------------------------------------- | ---------------------------------- |
| Staatsminister, Finanzen                                 | Friedrich Julius Heinrich Ruhstrat |
| Justiz, Kirchen und Schulen sowie Militärangelegenheiten | Franz Friedrich Ruhstrat           |
| Inneres, Großherzogliches Haus und Äußeres               | Hermann Scheer                     |